# Supercupa Europei 2019
Supercupa UEFA 2019 a fost cea de-a 44-a ediție a Supercupei Europei, un meci anual de fotbal organizat de UEFA și disputat de campionii în vigoare ai celor două competiții europene principale de cluburi, Liga Campionilor UEFA și UEFA Europa League. Meciul a avut două echipe engleze, Liverpool, câștigătoarea Ligii Campionilor UEFA 2018–19, și Chelsea, câștigătoarea Ligii Europa UEFA 2018–19. Meciul a fost disputat la Vodafone Park din Istanbul, Turcia, pe 14 august 2019. Meciul a fost prima Supercupă UEFA în întregime engleză și a opta Supercupă generală care a prezentat două echipe din aceeași țară. Pentru prima dată, în competiție a fost folosit sistemul de arbitru asistent video (VAR).
Liverpool a câștigat meciul cu 5–4 la penalty-uri în urma unei remize 2–2 după prelungiri pentru al patrulea titlu de Supercupa Europei. În calitate de câștigători, Liverpool a fost recompensat cu 4 milioane de lire sterline în premii în bani.

## Meci

### Detalii
Câștigătorii Ligii Campionilor au fost desemnați ca echipă „acasă” din motive administrative.
| Liverpool                                              | 2–2 (d.p.) | Chelsea                                          |
| ------------------------------------------------------ | ---------- | ------------------------------------------------ |
| - Mané 48', 95'                                        | Raport     | - Giroud 36' - Jorginho 101' (pen.)              |
| - Firmino - Fabinho - Origi - Alexander-Arnold - Salah | 5–4        | - Jorginho - Barkley - Mount - Emerson - Abraham |

| Liverpool | Chelsea |

| P            | 13 | Adrián                  |      |      |
| FD           | 12 | Joe Gomez               |      |      |
| FC           | 32 | Joël Matip              |      |      |
| FC           | 4  | Virgil van Dijk         |      |      |
| FS           | 26 | Andrew Robertson        |      | 91'  |
| MC           | 7  | James Milner            |      | 64'  |
| MC           | 3  | Fabinho                 |      |      |
| MC           | 14 | Jordan Henderson (c)    | 85'  |      |
| AD           | 15 | Alex Oxlade-Chamberlain |      | 46'  |
| AC           | 11 | Mohamed Salah           |      |      |
| AS           | 10 | Sadio Mané              |      | 103' |
| Rezerve:     |    |                         |      |      |
| P            | 22 | Andy Lonergan           |      |      |
| P            | 62 | Caoimhín Kelleher       |      |      |
| F            | 51 | Ki-Jana Hoever          |      |      |
| F            | 66 | Trent Alexander-Arnold  | 107' | 91'  |
| M            | 5  | Georginio Wijnaldum     |      | 64'  |
| M            | 20 | Adam Lallana            |      |      |
| M            | 23 | Xherdan Shaqiri         |      |      |
| M            | 67 | Harvey Elliott          |      |      |
| A            | 9  | Roberto Firmino         |      | 46'  |
| A            | 24 | Rhian Brewster          |      |      |
| A            | 27 | Divock Origi            |      | 103' |
| Antrenor:    |    |                         |      |      |
| Jürgen Klopp |    |                         |      |      |

| P             | 1  | Kepa Arrizabalaga     |     |      |
| FS            | 28 | César Azpilicueta (c) | 79' |      |
| FC            | 15 | Kurt Zouma            |     |      |
| FC            | 4  | Andreas Christensen   |     | 85'  |
| FS            | 33 | Emerson Palmieri      |     |      |
| MD            | 5  | Jorginho              |     |      |
| MC            | 7  | N'Golo Kanté          |     |      |
| MC            | 17 | Mateo Kovačić         |     | 101' |
| AD            | 22 | Christian Pulisic     |     | 74'  |
| AC            | 18 | Olivier Giroud        |     | 74'  |
| AS            | 11 | Pedro                 |     |      |
| Rezerve:      |    |                       |     |      |
| P             | 13 | Willy Caballero       |     |      |
| F             | 2  | Antonio Rüdiger       |     |      |
| F             | 3  | Marcos Alonso         |     |      |
| F             | 21 | Davide Zappacosta     |     |      |
| F             | 29 | Fikayo Tomori         |     | 85'  |
| M             | 8  | Ross Barkley          |     | 101' |
| M             | 19 | Mason Mount           |     | 74'  |
| M             | 47 | Billy Gilmour         |     |      |
| A             | 9  | Tammy Abraham         |     | 74'  |
| FW            | 10 | Willian               |     |      |
| A             | 16 | Kenedy                |     |      |
| A             | 23 | Michy Batshuayi       |     |      |
| Antrenor:     |    |                       |     |      |
| Frank Lampard |    |                       |     |      |

| Omul meciului: Sadio Mané (Liverpool) Arbitru asistent: Manuela Nicolosi (Franța) Michelle O'Neill (Republica Irlanda) Al patrulea oficial: Cüneyt Çakır (Turcia) Arbitru asistent video (VAR): Clément Turpin (Franța) Asistent video arbitru asistent: François Letexier (Franța) Massimiliano Irrati (Italia) Offside video arbitru asistent: Mark Borsch (Germania) | Match rules - 90 minute - 30 minute de prelungiri dacă este necesar - Lovituri de departajare dacă scorul este egal - Doisprezece rezerve numite - Maxim trei schimbări, cu un o a patra permisă în prelungiri |